# ゾンカ語開発委員会
ゾンカ語開発委員会 (རྫོང་ཁ་གོང་འཕེལ་ལྷན་ཚོགས; 略称DDC) は、ゾンカ語に関する諸問題を統括する機関である。ブータンの国語たるゾンカ語の保存と普及を目的として、1986年に第4代国王のジグミ・シンゲ・ワンチュクによって設立された。本部は、ブータン国立図書館や教育省庁舎ともほど近い、ティンプーのカワジャンツァ地区に置かれている。
同委員会は、ブータン首相が本部長を務める9人の有識者委員からなる委員会本部と、委員会の日常業務を取り扱う事務局の2部局で構成されている。
同委員会はゾンカ語の公式な権威としての役割を担っており、ゾンカ語使用の促進や公式の辞書や規範文法の出版・研究、新語彙の造語、ゾンカ語に対応したソフトウェアやフォントの開発などが任務である。